# 菜花银杏蟹
菜花银杏蟹（学名：Actaea savignyi）为扇蟹科银杏蟹属的动物。分布于日本、新喀里多尼亚、澳大利亚、红海、非洲东岸及南岸以及中国大陆的广东、福建、浙江等地，生活环境为海水，常生活于高潮线和低潮线之间的岩石缝中或石块下。